# Kéri Imre
Kéri Imre (Balatonfüred, 1945. április 13. –) magyar grafikus- és festőművész.

## Életpályája
1966–1971 között a Magyar Képzőművészeti Főiskola hallgatója volt, ahol Szentiványi Lajos, Ék Sándor és Raszler Károly oktatta. Hollandiában és a Szovjetunióban volt tanulmányúton. 1971 óta kiállító művész. 1979-ben Amszterdamban, 1995-ben Rómában volt ösztöndíjas. 1997-től a Budai Rajziskolában grafikai technikákat tanít.
Erősen szociális érdeklődésű művész, aki érzékenyen reagál napjaink társadalmi és erkölcsi jelenségeire. Művei leginkább rézmetszetek és litográfiák; itt valóságos erővel, a műfaj legjobb hagyományait követve jeleníti meg mondanivalóját.

## Családja
Szülei: Kéri Zsigmond és Kutasi Vilma voltak. Felesége, Decsi Ilona festőművész. Egy fiuk született: Gergely (1980).

## Kiállításai
| - 1972, 1976, 1981, 1988 Balatonfüred - 1973-1974, 1983, 1988 Budapest - 1974 Vác - 1976, 1993 Veszprém - 1979, 1981 Berlin - 1982 Hamburg - 1985 Antwerpen - 1995 Pécs | - 1971, 1978-1979, 1983, 1991, 1994-1995 Budapest - 1972 Miskolc - 1975 Hódmezővásárhely - 1980, 1986 Salgótarján - 1986 Szeged - 1991 Pécs, Tihany - 1992 Eger, Nagyvárad - 1995 Bécs - 1996 Dublin |

## Díjai
- a Stúdió-kiállítás II. díja (1973)
- Derkovits Gyula képzőművészeti ösztöndíj (1974-1976)
- a a Derkovits-ösztöndíj nívódíja (1975)
- a Nógrád megyei Tanács díja a XIII. Országos Grafikai Biennálén (1985)
- SZOT-ösztöndíj (1986-1987)
- a Szegedi Nyári Tárlat festészeti díja (1992)
- Munkácsy Mihály-díj (1995)
- a Magyar Művészeti Akadémia arany oklevele (2000)
- Tornyai János-plakett (2004)
- Érdemes művész (2015)